# Vukašin Mrnjavčević
Vukašin Mrnjavčević (en serbio: Вукашин Мрњавчевић, en macedonio: Волкашин Мрњавчевиќ; Livno, Bosnia y Herzegovina c. 1320-Ormenio, Grecia, 26 de septiembre de 1371) fue un noble y rey medieval serbio en el centro y el noroeste de la actual Macedonia, que gobernó desde 1365 hasta 1371.
Fue el hijo de Mrnjava y su desconocida esposa. La principal fuente que confirma su paternidad no ha sido identificada todavía. Fue un funcionario en la corte del zar Esteban Uroš IV Dušan de Serbia antes de 1356. Fue nombrado župan de Prilep en 1350. Recibió el título de déspota en 1364 por el zar Esteban Uroš V de Serbia, fue coronado rey de Serbia en agosto/septiembre de 1365 como cogobernante aunque con el tiempo llegó a actuar cada vez más por su cuenta. Añadió Skopie a sus propiedades personales en 1366, y Prizren y Ohrid en 1370. Vukašin confirmó los privilegios de los ciudadanos de Ragusa mediante una carta fechada el 5 de abril de 1370. Junto con su hermano Jovan Uglješa avanzaron hacia el territorio controlado por los turcos en el oeste de Tracia, pero sus fuerzas fueron aniquiladas por los turcos en Chernomen en el río Maritsa el 26 de septiembre de 1371, donde los dos hermanos fueron asesinados.

## Origen y auge

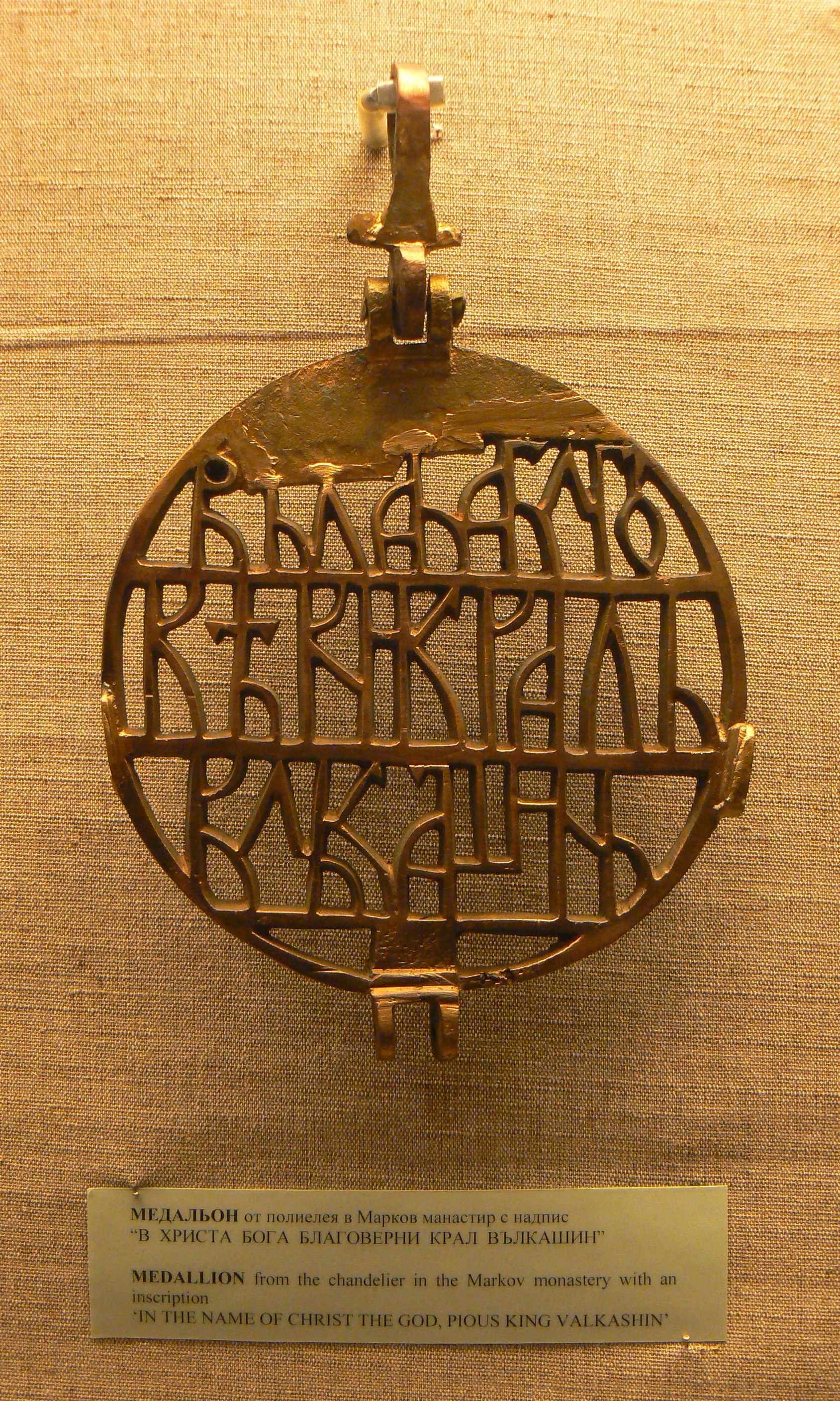
Elemento de bronce del candelabro, donado por el rey Vukašin a la Iglesia de «San Demetrio» en el Monasterio de Marko, Macedonia (1365-1371). Exhibición del Museo de Historia Nacional de Bulgaria.

No se sabe mucho sobre el origen del rey Vukašin, así como de su familia. El historiador raguseo Mavro Orbini del siglo xvi, escribió que Vukašin era hijo de un pobre noble menor llamado Mrnjava de Livno en la actual Bosnia. Desde Livno, Mrnjava se trasladó a Herzegovina, a Blagaj en el Buna, un afluente del río Neretva, y desde allí el rey Esteban Dušan de Serbia lo invitó a su corte. Según el historiador bizantino de la segunda mitad del siglo xv, Laónico Calcocondilas, los hermanos Mrnjavčevići, Vukašin y Uglješa, eran titulares de los títulos cortesanos de copero y palafrenero. En fuentes contemporáneas, Uglješa se menciona por primera vez en 1346 como prefecto de Dušan en Trebinje, mientras que Vukašin en marzo de 1350 ocupó el cargo de prefecto en Prilep. En ese período, la hermana de Vukašin, Jelena, estaba casada con Nikola Radonja, el hijo del sebastocrátor Branko Mladenović, quien gobernó Ohrid en nombre del emperador serbio. Se supone que fue en este momento cuando los Mrnjavčević comenzó a estar vinculado al territorio de la actual Macedonia del Norte.
Después de la muerte del emperador Dušan, durante el reinado de su sucesor Esteban Uroš V, hubo una debilidad gradual de la autoridad gobernante. Desde que el medio hermano de Dušan, Simeón, usurpó el poder en Epiro y Tesalia, después de 1360 existe la creación de otras áreas feudales dentro del Imperio serbio. El noble más poderoso durante un tiempo fue el gobernante de las partes occidentales del Imperio, el príncipe Vojislav Vojinović, quien, aunque oficialmente leal al emperador, emprendió una guerra contra la República de Ragusa por su propia cuenta. Para hacer las paces lo antes posible, los raguseos escribieron al emperador Uroš V y la emperatriz madre Helena y Vukašin en mayo de 1362, lo que revela que Mrnjavčević fue una de las figuras más influyentes en la corte serbia en ese momento. No se sabe cómo procedió la creación del área feudal de Vukašin en este período, al igual que se desconoce su extensión en ese momento. Finalmente, la repentina muerte del príncipe Vojislav Vojinović en septiembre de 1363, abrió espacio para un mayor fortalecimiento de Mrnjavčević.

## Soberano de Serbia
La muerte del príncipe Vojislav también coincidió con la partida de varios nobles notables de la época de Dušan, como el yerno del emperador, el déspota Dejan o el déspota Jovan Oliver. Mientras tanto, los Mrnjavčević contrajeron varios matrimonios a través de los cuales se vincularon más estrechamente con otras casas nobles. Vukašin le dio a su hija Olivera alrededor de 1365 casada con Đurađ I Balšić, jefe de la familia Balšić, mientras que Marko estaba casado con Jelena, hija de Radoslav Hlapen. Uglješa, por otro lado, se casó con Jelena (Jefimija), la hija del césar Vojihna, el gobernador de Drama, y Vlatko Paskačić era probablemente un pariente de Mrnjavčević, fundador del monasterio de Psača. Los extensos lazos familiares de los Mrnjavčevićs no contribuyeron a la creación de unidad política entre los diversos territorios de los señores regionales, pero fortalecieron la reputación y el poder de la familia Vukašin.
Después de la muerte del príncipe Vojislav Vojinović, el emperador Uroš perdió el apoyo de los gobernantes serbios en la región de Raška, pero luego recurrió a los Mrnjavčević, como la familia más poderosa del llamado país griego. El emperador primero otorgó a Vukašin el alto título de déspota, y en septiembre o agosto de 1365, Vukašin fue coronado rey y, por lo tanto, se convirtió en cogobernante con el emperador. Vukašin fue coronado por el patriarca serbio Sava IV con las bendiciones del propio emperador y la emperatriz madre Helena. En la misma ocasión, Uglješa fue proclamado déspota, pero no está claro si el hijo de Vukašin, Marko, también fue nombrado rey joven. Sin embargo, la elevación de Mrnjavčević fue aceptada con disgusto por los representantes de otras familias nobles, ya que se consideró que Mrnjavčević quería reemplazar a la Casa de Nemanjić, que ya había caído ante el débil emperador Uroš. Al principio, el emperador y el rey gobernaban en armonía, lo que se confirma con el dinero común que se acuñó en las casas de moneda imperiales, así como un documento del archivo de Dubrovnik que atestigua que en el otoño de 1366. Uroš y Vukašin enviaron una delegación conjunta a Ragusa. Además, en la dotación del sebastocrátor Vlatko Paskačić en el monasterio de Psača se ha conservado un retrato conjunto de los gobernantes, con Uroš a la derecha, como superior en rango, y Vukašin a la izquierda. La noticia de que Uroš donó voluntariamente el título real de Vukašin también se conserva en El Reino de los Eslavos (1601) de Mavro Orbini.
Como señor supremo del emperador, Vukašin gobernó formalmente las partes restantes del Imperio serbio. Sin embargo, en realidad, Vukašin siguió siendo uno de los señores regionales. Los magnates independientes vieron al rey Vukashin como un competidor peligroso y un peligro potencial como alguien que podría fortalecer al gobierno central. Además, Vukašin fue el primer rey que no era nativo de la sagrada Casa de Nemanjić, y otras familias nobles, por sus propios intereses, lo vieron como un usurpador. Sin embargo, los títulos que les otorgó el emperador Uroš fueron la base legítima de los Mrnjavčević para una mayor expansión de su poder. Vukašin, quien firmó las cartas como «Rey de los serbios y griegos», después de 1365 extendió su dominio en el norte hasta Novo Brdo y Pristina, que, según Orbini, fue su capital. Vukašin también ocupó Skopie y Prizren, y ciertamente tuvo una influencia sobre sus parientes Balšić en Zeta y Radoslav Hlapen. Lo más probable es que el río Vardar fuera solo una frontera formal entre los territorios del rey Vukašin y su hermano, el déspota Uglješa. Fue durante 1365 que Uglješa se convirtió en el amo indiscutible de la Principado de Serres después de que finalmente obligó a la viuda de Dušan, Helena, ahora monja Jelisaveta, a retirarse a la vida del monasterio.

## Conflictos entre nobles serbios

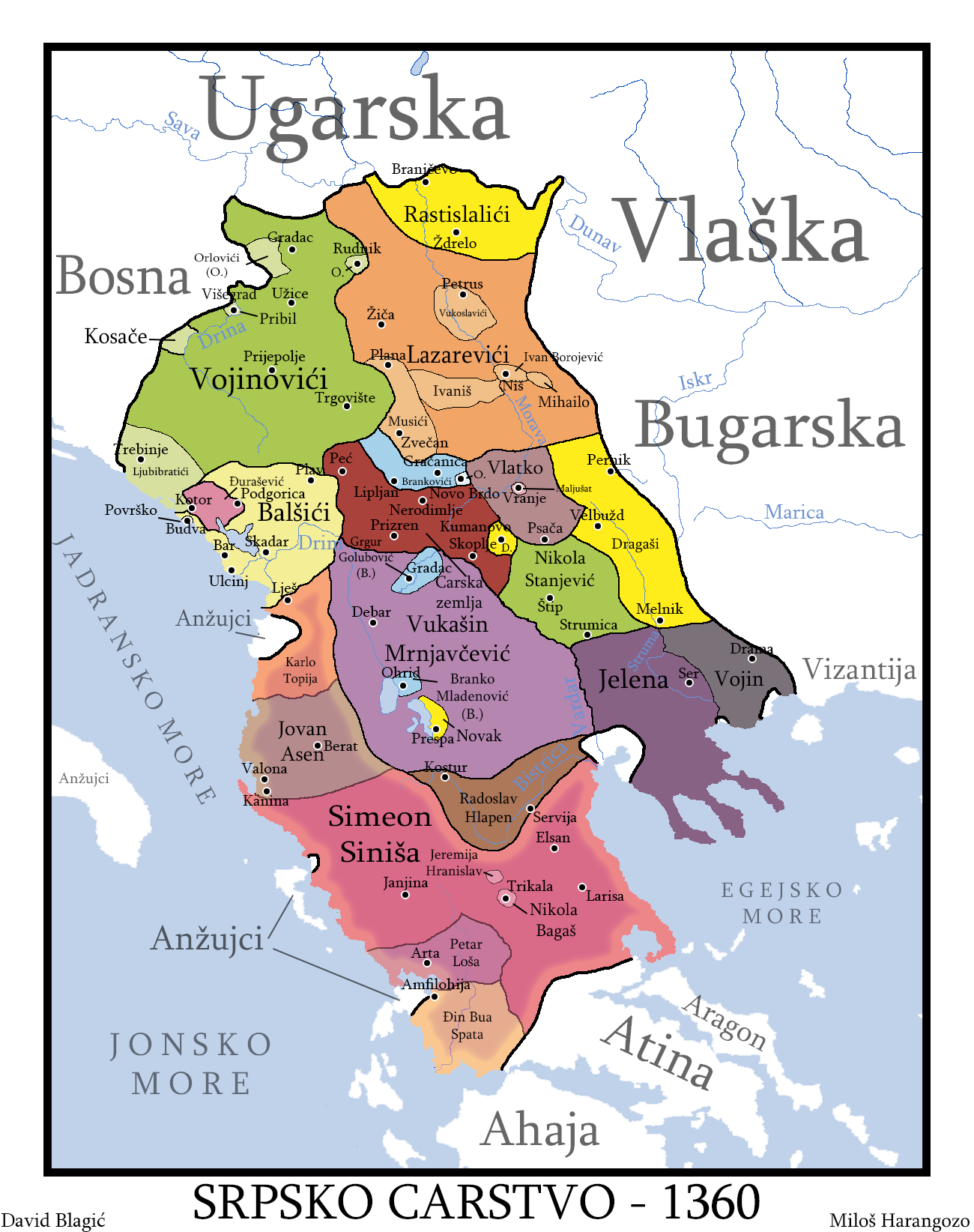
El Imperio serbio en 1360, durante la época del emperador Esteban Uroš V, con los territorios de los señores regionales.

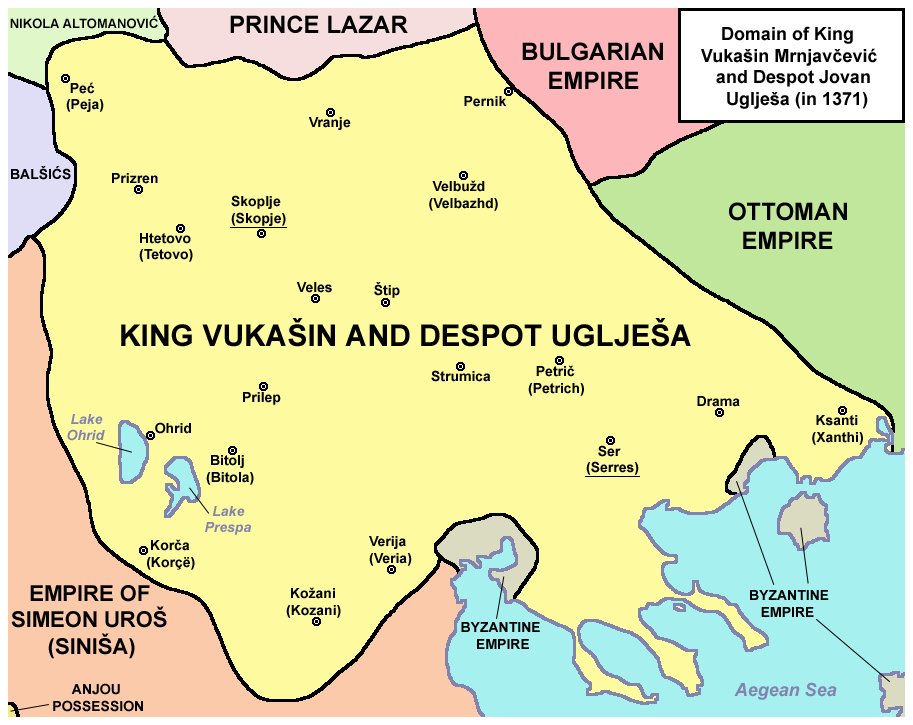
Territorio del rey Vukašin Mrnjavčević y el déspota Uglješa Mrnjavčević (1371).

Territorios gobernados por señores serbios.

El reinado entre el emperador Uroš y el rey Vukašin llegó a su fin, aparentemente en 1369. Después del período de fortaleza de los nobles serbios en las tierras del imperio, hubo un período de ascenso gradual de los nobles de Raška, el prefecto Nicolás Altomanović y el príncipe Lazar Hrebeljanović. La expansión del gobierno de Vukašin hacia el norte en dirección a Kosovo, rico en minas, provocó un conflicto con la nobleza Raška. Según Mavro Orbin, Altomanović y Hrebeljanović formaron una alianza contra Mrnjavčević y atrajeron al zar Uroš a su lado. El conflicto decisivo entre los aliados y Mrnjavčević tuvo lugar en Kosovo Polje en 1369. Lazar se retiró del campo de batalla ya al comienzo de la batalla, mientras que el ejército del prefecto belicoso Altomanović resultó gravemente herido, mientras que él mismo apenas escapó. El zar Uroš fue capturado con varios señores de la corte, mientras que sus hombres también fueron asesinados. El fin de la institución de la soberanía también marcó la desaparición incluso de rastros formales de autoridad central en el Imperio serbio. Después de 1369, el emperador Uroš prácticamente desaparece de la escena política, mientras que Vukašin emerge como gobernante independiente. Aunque la gente de Ragusa le pagó a Uroš el impuesto de san Demetrio hasta el final de su vida, en abril de 1370 a pesar del emperador vivo, se dirigieron directamente al rey Vukašin, quien confirmó sus privilegios de forma independiente y sin mencionar a su señor supremo.
Los conflictos entre los señores continuaron entonces. Nicolás Altomanović pronto logró recuperarse del conflicto de 1369 gracias al apoyo de la corte húngara. Como vecino y rival de Balšić y oponente desde 1369, Altomanović provocó la ira de Mrnjavčević. Ahora los Mrnjavčević, los Balšić y los raguseos formaron una alianza contra el prefecto Nikola. En junio de 1371, el rey Vukašin con su hijo Marko y un gran ejército se quedaron en Escútari Balšić, desde donde se planeó la campaña hacia Onogošt (actual Nikšić). Sin embargo, la alianza planeada durante mucho tiempo se vino abajo en el último momento cuando Vukašin, por invitación de su hermano Uglješa, tuvo que centrar su atención en los acontecimientos en las fronteras orientales de la región de Serres.

## Batalla de Maritza

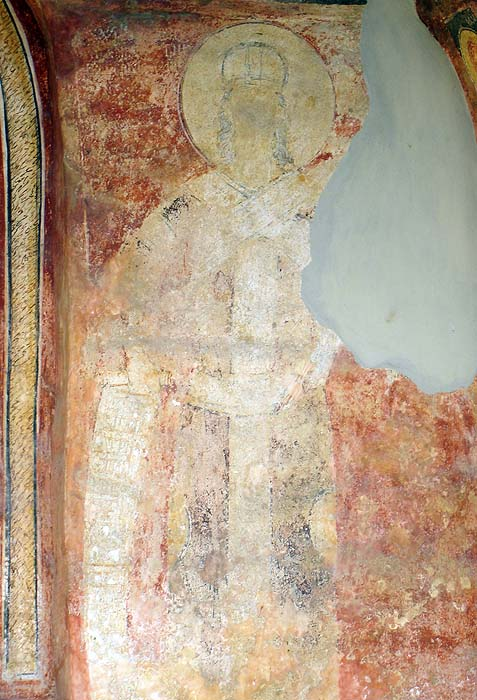
Fresco del rey Vukašin en el monasterio de Marko, Prilep.

A finales de la séptima década del siglo xiv, los otomanos se establecieron en el valle del río Maritza y comenzaron sus incursiones en los territorios del déspota Uglješa. Ya era déspota en 1368. lideró negociaciones serias sobre una alianza con los bizantinos, pero no fue posible obtener ayuda rápida de la desagradable corte de Constantinopla, especialmente en un momento en que el emperador Juan V Paleólogo esperaba principalmente ayuda de Europa Occidental. Solo su hermano, el rey Vukašin, el rey serbio legítimamente coronado, brindó ayuda concreta a Uglješa. Debido a la hostilidad hacia Mrnjavčević, la nobleza de Raška permaneció fuera de los preparativos para la lucha contra los otomanos, Balšić estaban demasiado ocupados con conflictos con Altomanović y Carlos Topia, el sebastocrátor Vlatko en 1371 probablemente ya no estaba entre los vivos, mientras que para Radoslav Hlapen no es seguro si participó en la batalla de Maritza.
Según el historiador serbio Rade Mihaljčić toda la desafortunada campaña de 1371 atestigua el coraje y el arte de gobernar de Vukašin y Uglješa, quienes decidieron expulsar a los turcos de los Balcanes capturando la capital otomana de Edirne. Una victoria en la frontera sería una solución temporal, y la captura de Edirne sacudiría seriamente la posición de los otomanos en Europa. Sin embargo, no lejos de Edirne, cerca de Chernomen en Maritza, los hermanos perecieron en la batalla contra los otomanos el 26 de septiembre de 1371. Debido a la falta de fuentes, es difícil decir algo más específico sobre la batalla en sí. Isaija el Monje, un contemporáneo del evento, registra en su zapis:

Porque no expulsaron a los turcos, sino que ellos mismos perecieron y sus huesos cayeron allí y quedaron insepultos, y una gran parte del ejército pereció a espada o cayó en la esclavitud, y algunos escaparon y regresaron.

Inmediatamente después de la batalla, la victoria otomana condujo a la desaparición de Uglješa en la región de Serres, y luego al hecho de que el rey Marko, los hermanos Dejanović, el emperador bizantino Juan V Paleólogo y los gobernantes búlgaros se convirtieron en vasallos del sultán otomano Murad I. El emperador serbio Uroš, que no tuvo ningún papel en los acontecimientos que condujeron a la batalla, murió el 2 o 4 de diciembre de 1371 y el Estado de Nemanjic dejó de existir. Vukašin fue sucedido por su hijo Marko, quien legítimamente ostentaba el título real, independientemente de si Marko fue proclamado rey joven con el consentimiento del emperador o no. Sin embargo, la batalla de Maritza marcó el final de la supremacía de Mrnjavčević y el vasallaje otomano Marko, de todo el territorio gobernado por su padre, sólo quedaba Macedonia occidental.

## Matrimonio y descendencia
Vukašin estaba casado con Jelena, quien en las fuentes también se llama Alena o Jevrosima. Según la leyenda, padre e hijo, el rey Vukašin y el rey Marko Mrnjavčević, se casaron en el monasterio de Zrze. Se sabe que Jelena sobrevivió a su marido y que se convirtió en monja después de la batalla de Maritza. Murió después de 1388 siendo una monja llamada Jelisaveta. Vukašin y Jelena tuvieron al menos cinco hijos, cuatro hijos y una hija:
- Marko (fallecido el 17 de mayo de 1395), más conocido como Kraljević Marko de la tradición popular, rey serbio titular desde 1371 hasta 1395.
- Andrijaš (fallecido antes de 1399), señor regional en Macedonia occidental, luego desde 1394 un señor serbio al servicio del rey húngaro Segismundo de Luxemburgo.
- Dmitar, que murió en 1385, en la batalla con los otomanos en la batalla de Savra.
- Ivaniš (muerto después de 1407), señor serbio y diplomático de Segismundo de Luxemburgo.
- Olivera quien se casó con Đurađ I Balšić hacia 1365.